# Il carabiniere (film 1913)
Il carabiniere è un film muto italiano del 1913 diretto  da Ubaldo Maria Del Colle ed Ernesto Maria Pasquali. È ispirato alla commedia Carabiniè di Enrico Gemelli del 1892.

## Trama
Il cacciatore Francesco ha il padre e un figlio malati e non ha i soldi per le medicine. Accetta, per questo, di fare bracconaggio per procurare selvaggina ad un ristorante. Sorpreso, viene denunciato: dovrà pagare 300 lire o andare in prigione. Nel frattempo il carabiniere Moretti riceve, come ultimo incarico prima della ferma e che ha messo da parte 300 lire per le proprie nozze, l'ordine di arrestare Francesco, ma la sua situazione lo spingerà ad aiutarlo.